# Luca Santolini
Luca Santolini (Borgo Maggiore, 22 febbraio 1985) è un politico sammarinese.

## Biografia
Laureato in relazioni internazionali all'Università di Bologna e in Editoria Media e Giornalismo all'Università di Urbino, Santolini ha lavorato nel mondo dei media. Attualmente ricopre il ruolo di Collaboratore Tecnico presso l'Università degli Studi della Repubblica di San Marino.
Eletto in Consiglio Grande e Generale alle elezioni del 2012 e alle elezioni del 2016, è stato membro del Movimento Civico10, di cui è stato responsabile della comunicazione dal 2015 al 2020. Nella legislatura 2016 al 2019 ha ricoperto il ruolo di Capodelegazione per la Repubblica di San Marino presso l'OSCE PA, dalla quale è stato indicato a luglio 2019 come Special Rapporteur on Disinformation and Propaganda. Milita attualmente nel partito Libera.
Dal 1º ottobre 2018 al 1º aprile 2019 è stato Capitano Reggente in coppia con Mirko Tomassoni.